# Гайсау
Ґайсау (нім. Gaißau) — містечко та громада округу Брегенц в землі Форарльберг, Австрія.
Ґайсау лежить на висоті 400 над рівнем моря і займає площу 5,32 км². Громада налічує 1700 мешканців. 
Густота населення 320/км².  
Громада лежить в районі, який носить назву Брегенцвальд. Неподалік розкинулося Боденське озеро. Населення Форальбергу розмовляє алеманським діалектом німецької мови, а тому ближче до швейцарців, ніж до населення більшої частини Австрії, яке розмовляє баварсько-австрійським діалектом. Основною індустрією Форальбергу є спортивний туризм, і кожен населений пункт має розвинуту інфраструктуру: транспорт, готелі тощо. 
|                                 |
| Ґайсау на мапі округу та землі. |

Адреса управління громади: Kirchstraße 3, 6974 Gaißau. 

## Демографія
Історична динаміка населення міста за даними сайту Statistik Austria